# Thunderstone
A Thunderstone egy finn power metal zenekar, melyet az ezredfordulón, 2000-ben alapított Nino Laurenne gitáros.

## Történet
2000-ben a korábbi Antidote-gitáros Nino Laurenne saját házi stúdiójában rögzített néhány demó-felvételt, majd csatlakozott hozzá Pasi Rantanen énekes, Titus Hjelm basszusgitáros és Mirka Rantanen dobos is. A zenekar 2001-ben vált teljessé Kari Tornack szintetizátoros érkezésével. A kvintett ezt követően rögzített egy újabb demó-anyagot, mely felkeltette a szakma érdeklődését és meghozta a Nuclear Blast kiadó lemezszerződését a zenekarnak.
A zenekar bemutatkozó, saját nevét címként viselő albuma 2002-ben jelent meg. A lemezt a gitáros, zenekar-alapító Laurenne saját stúdiójában rögzítették Helsinkiben, és vendégzenészként közreműködött rajta Timo Tolkki, a Stratovarius gitárosa is. Ennek nyomán az együttes a lemez megjelenését követően a Stratovarius és a Symphony X társaságában indult európai turnéra.
2003 elején az 1983 óta megjelenő német Rock Hard magazin olvasói az elmúlt év "legjobb új zenekarának" választották az együttest. Ennek nyomán újult lendülettel vonultak stúdióba, hogy rögzítsék második lemezüket. Ezen ez alkalommal Michael Romeo, a Symphony X gitárosa működött közre vendégzenészként, majd az album 2004-ben The Burning címen látott napvilágot. A promóciós turnén a zenekar többek között Axel Rudi Pell társaságában lépett fel, valamint első ízben meghívást kapott a Wacken Open Air fesztiválra.
A sikert meglovagolva a zenekar 2005-ben kiadta harmadik stúdiólemezét, melynek első kislemeze, a Tool Of The Devil hazájukban, Finnországban a kislemez-lista harmadik helyéig vitte. A zenekar fokozatosan eltávolodott a hagyományos power metal elemektől és egyre több klasszikus heavy metal, valamint thrash metal fogást emelt be a dalokba. A lemez megjelenését követően első önálló főzenekari turnéjára indult az együttes, de emellett közösen fellépett a Hammerfall vagy a Firewind társaságában is.
A fejlődést mutatta, hogy a következő sorlemez, mely címében is utalt a zenekar által bejárt útra (Evolution 4.0) végleg szakított a power metal sémákkal és sokkal sötétebb, zeneileg is fajsúlyosabb oldalát mutatta meg az együttesnek. A lemez kapcsán első ízben az Egyesült Államokba is eljutottak, majd meghívás nyomán elindultak a finn eurovíziós nemzeti döntőben. A siker itt sem maradt el: a győztes Hanna Pakarisen énekesnő mögött második helyre futott be a zenekar. A válogatás keretében előadott számaik, a kislemez formájában is megjelentetett Forevermore és Face In The Mirror ismét a finn slágerlistákon landoltak.
A zenekar sikere azonban súlyos következményekkel járt: Pasi Rantanen énekessel és Kari Tornack billentyűssel "a zenei stílusváltás és motivációs problémák miatt" a zenekart 2007 augusztusában felmondta az együttműködést. Így a lekötött további koncertekre a Tarot énekese, Tommi “Tuple” Salmela, valamint Jukka Karinen billentyűs ugrott be. A zenekar a következő lemezének elkészítéséhez Karinen billentyűst végleg leigazolta, míg a koncert-körút után az énekesi helyet Rick Altzi vette át, aki azonban ezzel egyidejűleg az At Vance frontemberének szerepét is vállalta.
A zenekar 2008-ban ismét stúdióba vonult és 2009 őszén, immár a Sony Music segítségével, megjelentette ötödik stúdióalbumát Dirt Metal címen, mely jelentősen tovább "szálkásította" a zenekar stílusát és a power, thrash elemek konzekvens vegyületét hozta.

## Korábbi tagok
- Pasi Rantanen – ének (2000 – 2007)
- Tommi “Tuple” Salmela – ének (2007-es koncertek)
- Kari Tornack – billentyűs (2001 – 2007)

## Diszkográfia

### Stúdióalbumok
- 2002: Thunderstone (Nuclear Blast)
- 2004: The Burning (Nuclear Blast)
- 2005: Tools of Destruction (Nuclear Blast)
- 2007: Evolution 4.0 (Nuclear Blast)
- 2009: Dirt Metal (Sony Music)
- 2016: Apocalypse Again (Sony Music)

### Kislemezek
- Virus (2002)
- Until We Touch The Burning Sun (2004)
- Tool Of The Devil (2005)
- 10 000 Ways (2007)
- Forevermore / Face In The Mirror (2007)
- I Almighty (2009)